# Гослицкий, Лаврентий
Лаврентий (Вавжинец) Гослицкий (или Госьлицкий; пол. Wawrzyniec Goślicki (Laurentius Grimalius, Goslicius, Grimaldius); ок. 1530 — 1607) — польско-латинский писатель, философ и дипломат XVI века; епископ Каменецкий, потом Хелмский, Познанский и Пшемысленский.

## Биография
Лаврентий Гослицкий родился около 1530 года близ города Плоцка в Мазовецком воеводстве Польши; происходил из дворян Гослицких герба Гржимала. Учился в Краковской академии, затем продолжил обучение в Италии в Падуанском и Болонском университетах.
Служил королевским секретарём при Сигизмунде II Августе.  В 1575 году был в числе польских и литовских магнатов, предложивших Максимилиана II на пост короля Польши, однако он не имел достаточной популярности, и королём избрали трансильванского князя Стефана Батория и Гослицкий продолжил службу при последнем.

Гослицкий был «человеком дела», за что его высоко ценили современники; он принимал активное участие во многих реформах того времени. Также был убеждённым сторонником религиозной толерантности в Польше. Это видно в письме, которое он написал папе римскому против иезуитов, где сетует на то, что они препятствуют созданию школ в Кракове. Он был единственным прелатом, который, в 1587 году, присоединился к Варшавской конфедерации.
Из его сочинений европейскою известностью пользовалось «De optimo senatore» (Венеция, 1568 и 1593). Другое сочинение исторического характера, «De hereticis», осталось при жизни автора в рукописи. Посвящённый королю Сигизмунду Августу, трактат «De optimo senatore», отталкиваясь от польской «шляхетской демократии», выводил образы идеальных государственного деятеля и политической системы, основанной на верховенстве закона и разума. 
Это нашло особенный отклик в рационалистической Англии XVII-XVIII веков, где в ту эпоху вышло три перевода: The Counsellor (1598), A commonwealth of good counsaile (1607) и The Accomplished Senator... Done into English... By Mr. Oldisworth (1773) с посвящением Роберту Уолполу (современный перевод выпущен в 1992). С работой были знакомы и Елизавета I, и Шекспир, основывавший своего Полония на некомпетентном сенаторе Гослицкого; однако особенно обильно произведение польского автора цитировалось в памфлетах периода Английской революции и Славной революции. При этом на польский книга была переведена только четыре столетия спустя. 
Лаврентий Гослицкий умер 31 октября 1607 года в небольшой деревушке в Великопольском воеводстве.